# Kurara
Kurara is een nagar panchayat (plaats) in het district Hamirpur van de Indiase staat Uttar Pradesh.

## Demografie
Volgens de Indiase volkstelling van 2001 wonen er 11.484 mensen in Kurara, waarvan 54% mannelijk en 46% vrouwelijk is. De plaats heeft een alfabetiseringsgraad van 61%.